# Шаробыки
Шаробы́ки — деревня в Пушкиногорском районе Псковской области. Входит в состав городского поселения Пушкиногорье.

## Расположение
Деревня расположена на берегу одноимённого озера, в непосредственной близости от Пушкинского заповедника. Расстояние до усадеб заповедника составляет:
- Тригорское — 1 км;
- Михайловское — 5 км;
- Петровское — 11 км;
- административный центр района — посёлок городского типа Пушкинские Горы находится в 2 км от деревни.

## Население
Численность населения деревни по оценке на конец 2010 года составляла 41 человек.

## История
До 3 июня 2010 года деревня входила в состав сельского поселения Пушкиногорская волость.

## События
- С 29 июня по 1 июля ежегодно в деревне проходит традиционная встреча чайного сообщества — «ЛетоЧай»[2]